# Mallophora fascipennis
Mallophora fascipennis är en tvåvingeart som beskrevs av Macquart 1850. Mallophora fascipennis ingår i släktet Mallophora och familjen rovflugor. Inga underarter finns listade i Catalogue of Life.